# Riddle – Jede Stadt hat ihr tödliches Geheimnis
Riddle – Jede Stadt hat ihr tödliches Geheimnis (Originaltitel: Riddle) ist ein US-amerikanischer Thriller von den Regisseuren John O. Hartman und Nicholas Mross für die Produktionsfirma DARONIMAX Media aus dem Jahr 2013 mit Elisabeth Harnois und Val Kilmer in den Hauptrollen. Gedreht wurde der Film nach einer Geschichte von Brian Hartman.

## Handlung
In einer Kleinstadt in Pennsylvania verschwindet urplötzlich Nathan, der jüngere Bruder von Holly Teller. Diese macht sich Vorwürfe, da sie ihren naiven aber gutmütigen Bruder in der Obhut der beiden halbstarken Teenager Matt und Cameron gelassen hatte, die sich einen Spaß gemacht hatten, Nathan zu foppen und zu ärgern. Nach einer Spritztour mit Camerons neuem Wagen verschwindet Nathan spurlos und auch eine Großfahndung von Polizei und FBI bleibt ergebnislos.
Drei Jahre später ist aus Holly eine College-Studentin geworden, doch sie leidet noch immer unter dem Verlust ihres Bruders, für dessen Verschwinden sie sich die Schuld gibt. Als sie auf einem Flohmarkt plötzlich die ungewöhnlichen Turnschuhe ihres Bruders an einem Fremden wieder erkannt zu haben glaubt, verlässt sie augenblicklich den Stand der Bekannten und macht sich spontan auf die Suche nach der Person, die mehr über den Verbleib ihres Bruders wissen könnte. Ihre einzige Spur ist ein Geländewagen, der kurze Zeit später fluchtartig von der Szenerie des Marktes weggefahren wurde. Auf ihre Nachfrage bei einem Marktbetreiber hin erfährt sie, dass der Besitzer des Wagens, der dem Markt ab und zu Brennholz liefert, eine Person aus dem Nachbarort Riddle (englisch für Rätsel) ist. Auch die beiden Jungs Matt und Cameron stammen aus Riddle.
Kurz entschlossen macht sich Holly mit ihrem Wagen auf die Suche in Richtung des ominösen Ortes. Als sie über eine abgelegene Brücke nach Riddle kommt, beschleicht sie ein merkwürdiges Gefühl. Kurz zuvor hatte sie bereits eine Autopanne, als sie unvermittelt einem Reh auf der Fahrbahn ausweichen musste und dadurch mit dem Auto gegen einen Hindernis prallte. Zu Fuß durchquert sie den Ort, sieht den allgegenwärtigen Zerfall des Ortes und sucht umgehend die Polizeistation auf, um dem hiesigen Sheriff zu melden, dass sie ihren Bruder gesehen habe. Sheriff Richards, ein undurchsichtiger Charakter, ist von dem Auftauchen des Mädchens und der damit zu erwartenden Scherereien gar nicht erbaut und lässt Holly mit ihrem Hilfegesuch abblitzen. Unerwartet erhält Holly Hilfe von Amber, der Tochter des Sheriffs, die ihren Vater für einen Versager hält. Amber verbündet sich mit Holly und führt sie zu Matt und Cameron. Diese sind anfänglich ebenfalls wenig begeistert, als sie Holly Teller treffen, helfen ihr aber trotzdem, weil sie wegen des Verschwindens von Nathan Schuldgefühle haben.
In einer Kneipe steckt der Wirt Holly eine Nachricht zu. Daheim bei Cameron erhält sie eine weitere mysteriöse unter der Tür durchgeschobene Nachricht, die sie auffordert, sich im nahegelegenen Steinbruch einzufinden. Holly fährt dorthin, findet aber nicht den Wirt, sondern den zwielichtigen Jack Abel, der das Mädchen nach kurzer Konversation angreift. Amber, Matt und Cameron, die Holly gefolgt sind, kommen hinzu, und Cameron kann durch einen Schlag verhindern, dass Holly von Abel getötet wird. Stattdessen fällt Abel hinab in den Steinbruch und verunglückt tödlich. Im Sheriffbüro machen sich die vier jungen Erwachsenen abends an den Personalakten zu schaffen, um mehr über die Herkunft von Abel und Nathan zu erfahren. Sie finden heraus, das Holly und Nathan eigentlich Bristol heißen, selbst aus Riddle stammen und von den Tellers adoptiert wurden, nachdem ihr geisteskranker Vater seine Frau mit zahlreichen Messerstichen getötet hatte und in die ansässige Psychiatrische Klinik mit anderen Kriminellen untergebracht wurde. Diese Einrichtung galt vielen Bewohnern als Schandfleck. Jahre zuvor hatten sich einige militante Bürger zu einer Selbstjustizgruppe zusammengefunden, unter ihnen auch Abel und Richards, und die psychiatrische Klinik mit Molotowcocktails in Brand gesetzt. Den Wurfbrandsätzen fielen viele Klinikinsassen zum Opfer, aber einige überlebten.
Einer der Überlebenden war Gene Bristol, Nathans leiblicher Vater. Dieser hatte seinen Sohn drei Jahre zuvor entdeckt, entführt und in einem einsamen Anwesen in Riddle in einen Keller eingesperrt. Nachdem die vier jungen Erwachsenen das Versteck von Bristol aufgespürt haben, kommt es zum Kampf, wobei Cameron und Matt von Gene Bristol ermordet werden. Amber, die zuvor mit ihrem Fuß in ein Tellereisen geraten war, kann schwer verletzt entkommen. Holly hingegen wird von ihrem Vater gekidnappt, in die ausgebrannte Klinik gebracht und mit Elektroschocks gefoltert, da er sie als Tochter genauso hasst wie damals seine Frau. Holly zerschlägt eine Flasche mit brennbarem Inhalt auf dem Boden und entzündet ein Feuer, und ihr Vater gerät in Brand und stirbt. Die erschöpfte Holly befreit derweil ihren Bruder. Amber, die mit letzter Kraft ihren Vater verständigen konnte, wird von Sanitätern abtransportiert. Holly und ihr Bruder können den Ort Riddle lebend verlassen, nicht ohne ihm sein schrecklich Geheimnis entrissen zu haben.

## Produktionsnotizen
Die Szenenbilder stammen von Smith Harper Hutchings. Für die Kostüme war Diane Collins verantwortlich und das Produktions-Design steuerte Lendie Lee bei. Drehorte des Films lagen in Brownsville, Pennsylvania, in den USA.